# Campeonato Baiano 1918
In 1918 werd het veertiende Campeonato Baiano gespeeld voor voetbalclubs uit de Braziliaanse staat Bahia. De competitie werd gespeeld van 12 mei tot 17 november en werd georganiseerd door de FBF. Ypiranga werd kampioen. 

## Eindstand
| Plaats | Club                   | Wed. | W | G | V | Saldo | Ptn. |
| ------ | ---------------------- | ---- | - | - | - | ----- | ---- |
| 1.     | Ypiranga               | 8    | 8 | 0 | 0 | 21:7  | 16   |
| 2.     | Botafogo               | 8    | 4 | 1 | 3 | 20:10 | 9    |
| 3.     | Fluminense de Salvador | 8    | 4 | 1 | 3 | 9:7   | 9    |
| 4.     | Sul América            | 8    | 3 | 0 | 5 | 10:15 | 6    |
| 5.     | Internacional          | 8    | 0 | 0 | 8 | 6:27  | 0    |

|  | Kampioen |

## Kampioen
| Campeonato Baiano de 1918 |
| ------------------------- |
| YPIRANGA 2º Titel         |